# Begijnendijk
Begijnendijk este o comună în provincia Brabantul Flamand, în Flandra, una dintre cele trei regiuni ale Belgiei. Comuna este formată din localitățile Begijnendijk și Betekom. Suprafața totală este de 17,62 km². Comuna Begijnendijk este situată în zona flamandă vorbitoare de limba neerlandeză a Belgiei. La 1 ianuarie 2008 comuna avea o populație totală de 9.647 locuitori.
1. ↑  Crossroad Bank of Enterprises, accesat în 23 iulie 2023